# Naučná stezka Národní přírodní památka Landek
Naučná stezka Národní přírodní památka Landek je okružní naučná stezka poblíž soutoku řeky Odry a Ostravice v Horním Slezsku. Nachází se na území městského obvodu Petřkovice a okrajově i v Koblově v městském obvodu Slezská Ostrava statutárního města Ostravy v okrese Ostrava-město v Moravskoslezském kraji. Geograficky leží také na levém břehu veletoku Odra, na území Landek Parku, Národní přírodní památky Landek, bývalého černouhelného dolu Anselm a v okolí kopce Landek na okraji nížiny Ostravská pánev.

## Historie a popis
- Naučná stezka Národní přírodní památka Landek je zaměřena na živou a neživou přírodu, archeologii, kulturní a historické zajímavosti Národní přírodní památky Landek a jejího okolí. Byla postavena z grantových projektů v roce 2011 a spravuje ji Klub přátel hornického muzea o.s. Popis trasy: zastávka MHD Hornické Muzeum Landek park v Petřkovicích - ulice Pod Landekem - rozcestí „Landek - Nad muzeem“ - rozhledna Landek a hrad Landek- trolejbusová zastávka Koblov - podél řeky Odry - Landek Park - zastávka MHD Hornické Muzeum Landek park. Naučná stezka nahradila 3 starší a již zrušené naučné stezky: Hornická stezka severní větev, Hornická stezka jižní větev a Přírodovědnou naučnou stezku. Trasa má délku 5,5 km a 14 zastávek se 14+1 informačními panely:[1][2][3]

- Tabule č. 1 NPP Landek
- Tabule č. 2 Sídliště paleolitických lovců
- Tabule č. 3 Bezobratlí
- Tabule č. 4 Historie těžby uhlí na Landeku
- Tabule č. 5 Polonské dubohabřiny
- Tabule č. 6 Buk lesní
- Tabule č. 7 Houby
- Tabule č. 8 Pravěké a středověké osídlení Landeku
- Tabule č. 9 Slovanské hradisko a středověký hrad
- Tabule č. 10 Ptáci
- Tabule č. 11 Soutok řeky Odry a Ostravice
- Tabule č. 12 Geologie
- Tabule č. 13 Invazní a nepůvodní druhy
- Tabule č. 14 Uhelné sloje
- Důlní jámy a štoly na Landeku (Emma, Bedřich, David, Josef a Větrní)

## Další informace
Naučná stezka, která je celoročně volně přístupná, navazuje na další turistické stezky a cyklostezky. Místo je také známé Hornickým muzeem Landek Park a tím, že dne 14. července 1953 tu byla nalezena největší archeologická perla Ostravy a celého moravskoslezského regionu – pravěká Landecká (Petřkovická) Venuše.

## Galerie

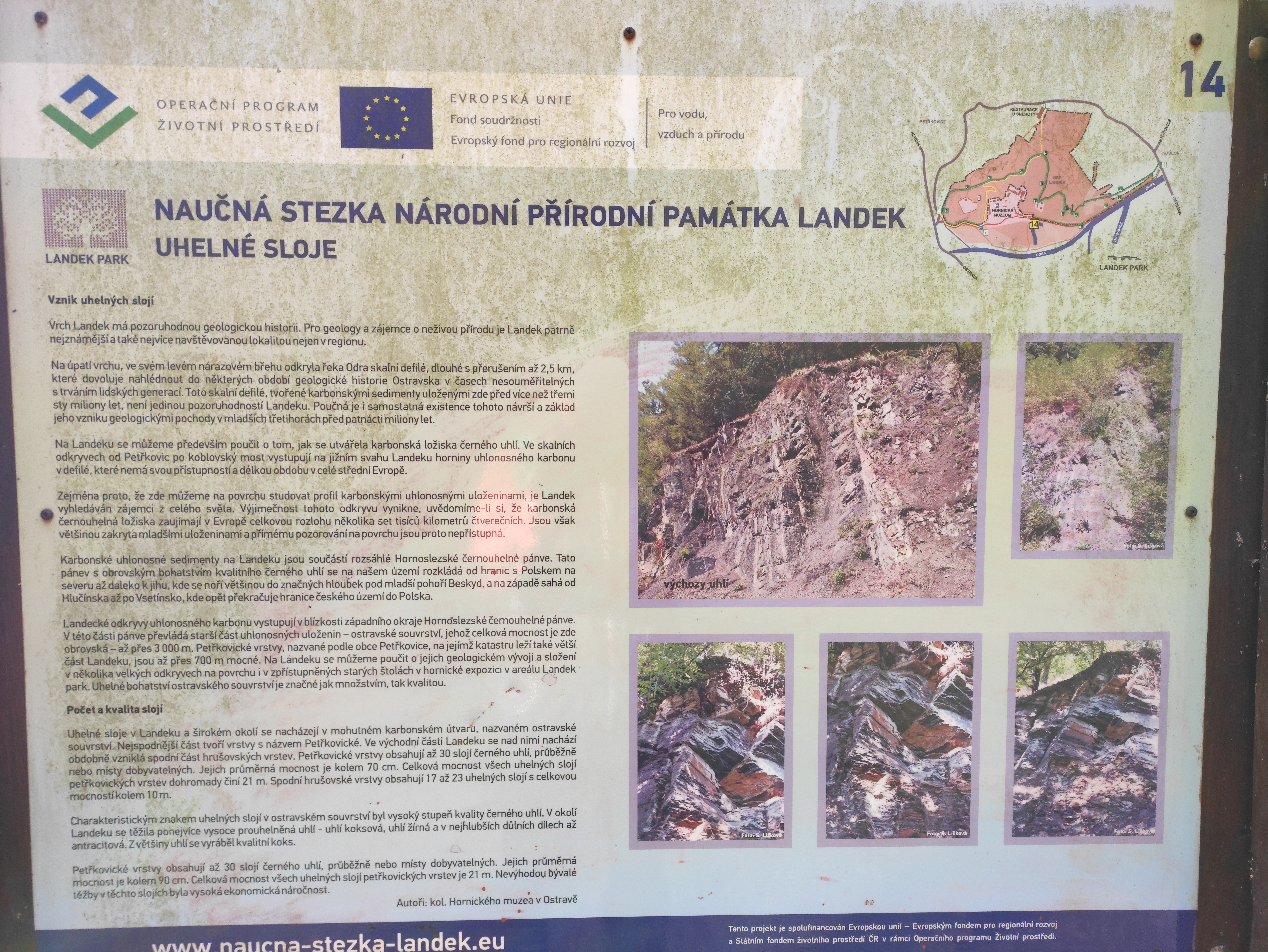
Zastavení č. 1
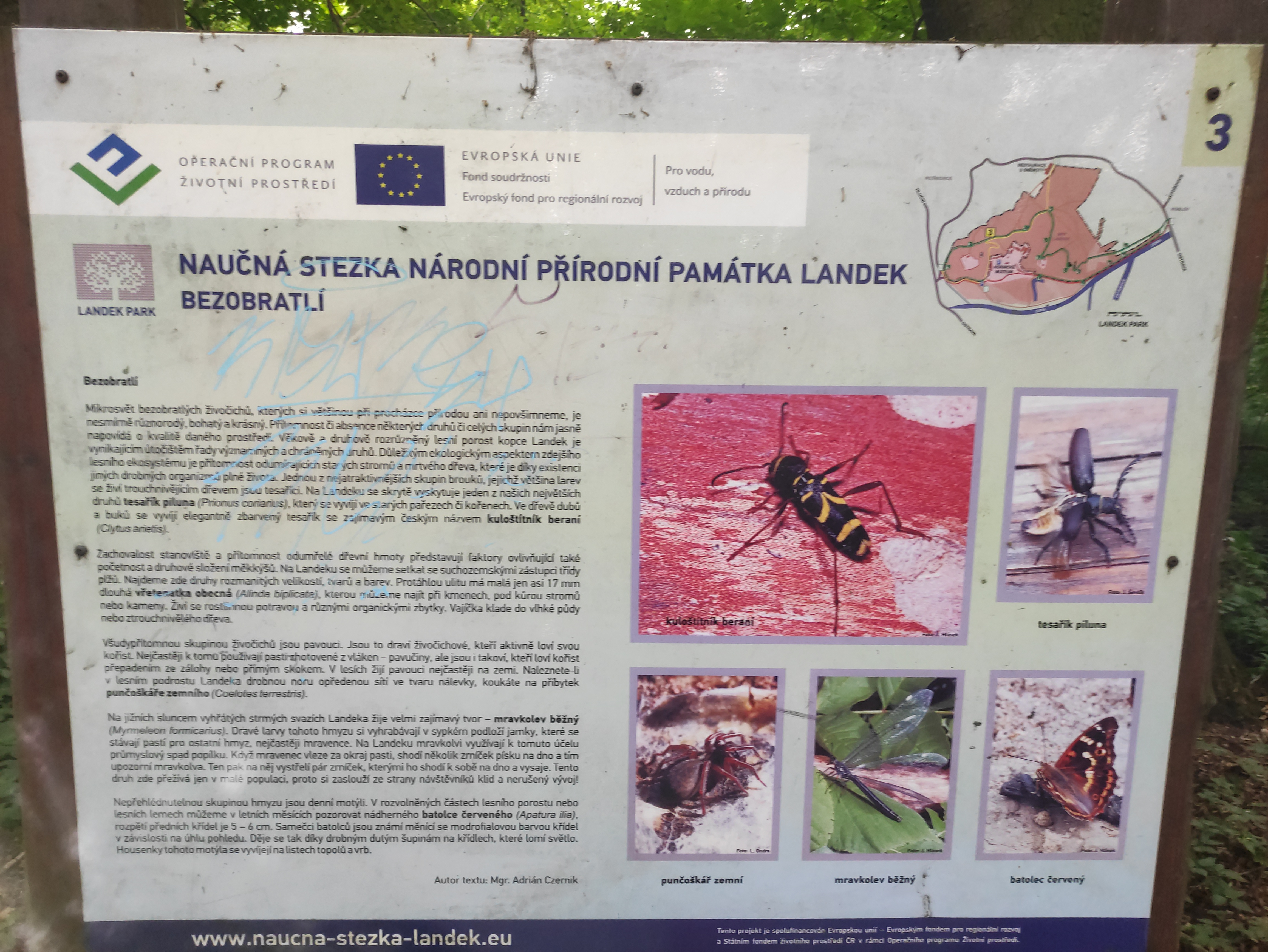
Zastavení č. 3
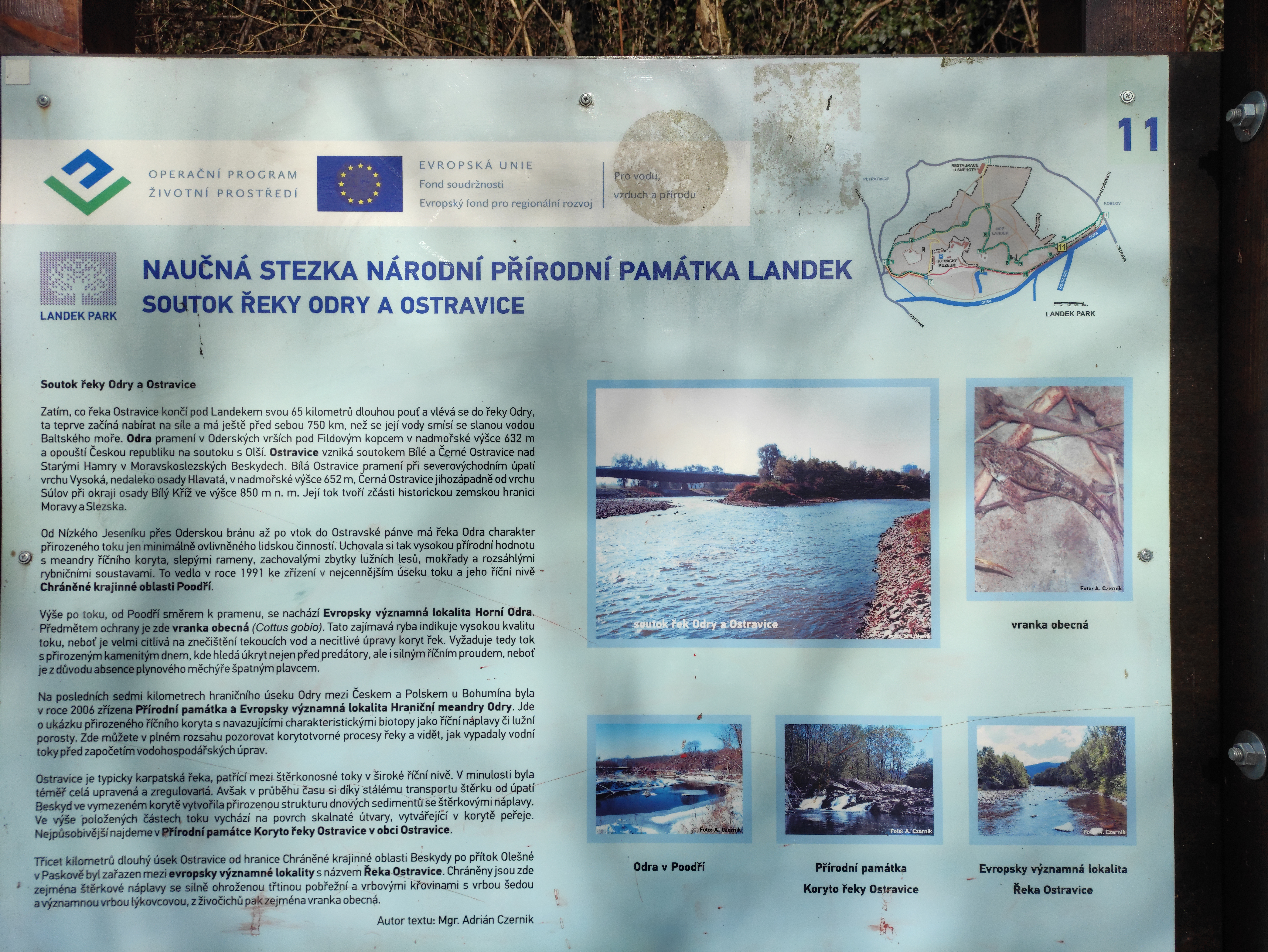
Zastavení č. 11